# Dzibalchen
Dzibalchen är en ort i Mexiko.   Den ligger i kommunen Hopelchén och delstaten Campeche, i den östra delen av landet, 1 000 km öster om huvudstaden Mexico City. Dzibalchen ligger 162 meter över havet och antalet invånare är 2 340.
Terrängen runt Dzibalchen är platt, och sluttar österut. Runt Dzibalchen är det mycket glesbefolkat, med 2 invånare per kvadratkilometer. Dzibalchen är det största samhället i trakten. I omgivningarna runt Dzibalchen växer i huvudsak städsegrön lövskog.